# Saint-Pierre-en-Faucigny
Saint-Pierre-en-Faucigny é uma comuna francesa na região administrativa de Auvérnia-Ródano-Alpes, no departamento da Alta Saboia. Estende-se por uma área de 14.91 km². Em 2010 a comuna tinha 7 026 habitantes (densidade: 471,2 hab./km²).